# Aleksiej Jemielin (hokeista)
Aleksiej Wiaczesławowicz Jemielin, ros. Алексей Вячеславович Емелин (ur. 25 kwietnia 1986 w Togliatti) – rosyjski hokeista, reprezentant Rosji, olimpijczyk.

## Kariera
- Łada Togliatti (2002-2007)
  -  CSK WWS Samara (2003-2004)
- Ak Bars Kazań (2007-2011)
- Montreal Canadiens (2011-2017)
  -  Ak Bars Kazań (2012-2013)
- Nashville Predators (2017-2018)
- Awangard Omsk (2018-2022)
- Dynama Mińsk (2022)
- Spartak Moskwa (2022-)

Wychowanek Łady Togliatti. Kilkuletni zawodnik Ak Barsu Kazań w lidze KHL. Od 2011 zawodnik klubu Montreal Canadiens w rozgrywkach NHL. Od października 2012 do stycznia 2013 roku na okres lokautu w sezonie NHL (2012/2013) związany kontraktem z poprzednim klubem z Kazania. W 2013 odniósł kontuzję kolana. Pod koniec października 2013 przedłużył kontrakt z klubem o cztery lata. W czerwcu 2017 został zawodnikiem beniaminka NHL, Vegas Golden Knights, a wkrótce potem, od lipca przekazany do Nashville Predators. Na początku września 2018 ogłoszono, że związał się trzyletnim kontraktem z Awangardem Omsk. W lipcu 2022 przeszedł do białoruskiego. W grudniu 2022 przeszedł do Spartaka Moskwa.
Uczestniczył w turniejach mistrzostw świata 2007, 2010, 2011, 2012, 2016, zimowych igrzysk olimpijskich 2014, Pucharu Świata 2016.

## Sukcesy

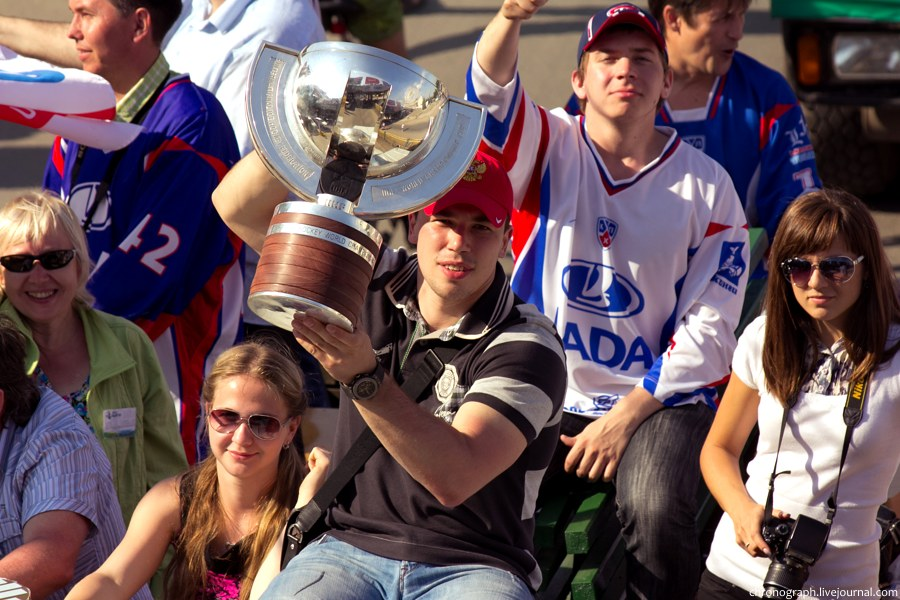
Aleksiej Jemielin z trofeum za mistrzostwo świata w rodzinnym Togliatti (2012)

Reprezentacyjne
- Srebrny medal mistrzostw świata juniorów do lat 18: 2004
- Srebrny medal mistrzostw świata juniorów do lat 20: 2005, 2006
- Brązowy medal mistrzostw świata: 2007
- Złoty medal mistrzostw świata: 2012
- Brązowy medal mistrzostw świata: 2016

Klubowe
- Srebrny medal mistrzostw Rosji: 2005 z Ładą, 2019 z Awangardem Omsk
- Brązowy medal mistrzostw Rosji: 2003, 2004 z Ładą
- Puchar Kontynentalny: 2006 z Ładą, 2008 z Ak Barsem Kazań
- Złoty medal mistrzostw Rosji: 2009, 2010 z Ak Barsem Kazań, 2021 z Awangardem Omsk
- Puchar Gagarina: 2009, 2010 z Ak Barsem Kazań, 2021 z Awangardem Omsk
- Puchar Otwarcia: 2009 z Ak Barsem Kazań
- Finał KHL o Puchar Gagarina: 2019 z Awangardem Omsk

Indywidualne
- KHL (2009/2010):
  - Drugie miejsce w klasyfikacji strzelców wśród obrońców w fazie play-off: 5 goli
  - Czwarte miejsce w klasyfikacji asystentów wśród obrońców w fazie play-off: 8 asyst
  - Pierwsze miejsce w klasyfikacji kanadyjskiej wśród obrońców w fazie play-off: 13 punktów
- Mistrzostwa Świata w Hokeju na Lodzie 2012:
  - Czwarte miejsce w klasyfikacji +/- turnieju: +12
- KHL (2012/2013):
  - Mecz Gwiazd KHL (wybrany, nie wystąpił z powodu zakończenia powrotu do NHL)[11]
- KHL (2020/2021):
  - Najlepszy obrońca miesiąca - listopad 2020[12]
  - Pierwsze miejsce w klasyfikacji liczby zablokowanych strzałów w sezonie zasadniczym: 174
- KHL (2021/2022):
  - Pierwsze miejsce w klasyfikacji liczby zablokowanych strzałów w sezonie zasadniczym: 120

Wyróżnienie
- Zasłużony Mistrz Sportu Rosji w hokeju na lodzie: 2012